# Districte de Neustadt an der Waldnaab
El districte de Neustadt an der Waldnaab, en alemany Landkreis Neustadt an der Waldnaab, és un districte rural (Landkreis), una divisió administrativa d'Alemanya, situat al nord de la regió administrativa de l'Alt Palatinat a l'estat federat de l'Estat Lliure de Baviera (Freistaat Bayern). Limita al nord amb el districte de Tirschenreuth, a l'est amb Plzeňský kraj de la República Txeca, al sud amb els districtes de Schwandorf i Amberg-Sulzbach i a l'oest amb el districte de Bayreuth.

## Municipis
Municipis al districte de Neustadt an der Waldnaab per categories (habitants el dia 31 de desembre de 2008):
Stadt
- Eschenbach in der Oberpfalz (4159)
- Grafenwöhr (6791)
- Neustadt am Kulm (1264)
- Neustadt an der Waldnaab (5938)
- Pleystein (2621)
- Pressath (4510)
- Vohenstrauß (7722)
- Windischeschenbach (5351)

Markt
- Eslarn (2925)
- Floß (3507)
- Kirchenthumbach (3305)
- Kohlberg (1275)
- Leuchtenberg (1311)
- Luhe-Wildenau (3430)
- Mantel (2997)
- Moosbach (2488)
- Parkstein (2298)
- Tännesberg (1543)
- Waidhaus (2420)
- Waldthurn (2048)

Gemeinde
- Altenstadt an der Waldnaab (4986)
- Bechtsrieth (1.087)
- Etzenricht (1.619)
- Flossenbürg (1.699)
- Georgenberg (1422)
- Irchenrieth (1147)
- Kirchendemenreuth (892)
- Pirk (1805)
- Püchersreuth (1613)
- Schirmitz (2076)
- Schlammersdorf (912)
- Schwarzenbach (1143)
- Speinshart (1154)
- Störnstein (1477)
- Theisseil (1219)
- Trabitz (1346)
- Vorbach (1037)
- Weiherhammer (3889)